# Rex the Runt
Rex the Runt est une série télévisée d'animation de pâte à modeler britannique produite par le studio Aardman Animations en association avec EVA Entertainment et Egmont Imagination, et diffusée entre le 21 décembre 1998 et le 16 décembre 2001 sur BBC Two.
Les personnages ont la particularité d'avoir une apparence très plate. 

## Personnages
- Rex
- Bad Bob
- Wendy
- Vince